# Тероризм

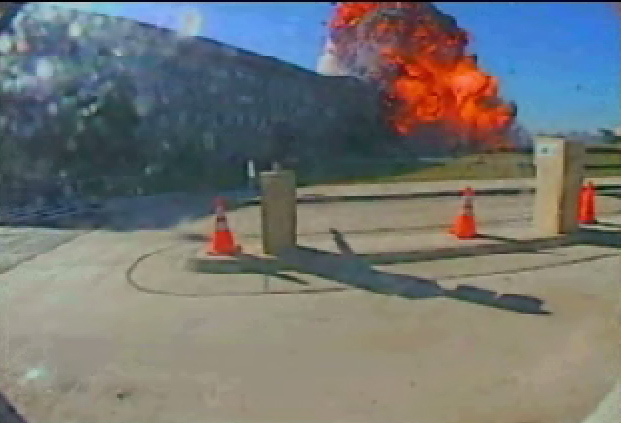
Терористичний акт 11 вересня 2001 року проти Пентагону

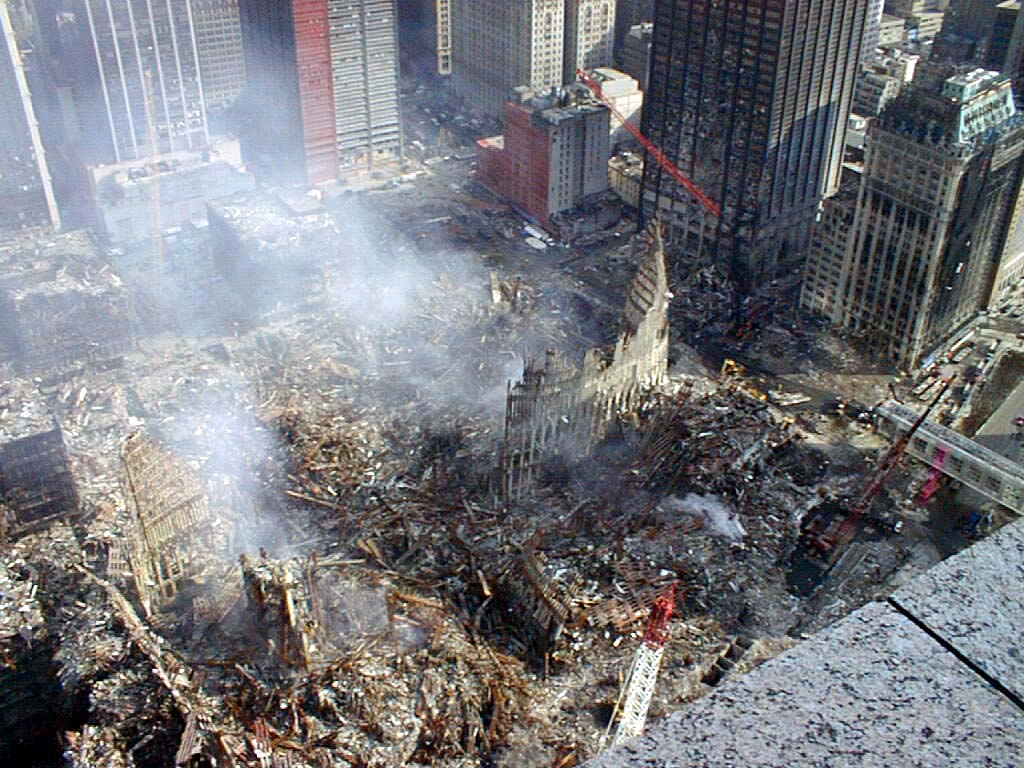
Руїни Всесвітнього торгового центру після теракту 11 вересня

Терори́зм (від лат. terror — «жах») — у широкому сенсі використання або загроза застосування насильства для досягнення політичної, релігійної або ідеологічної мети.

## Сутність
Полягає у свідомому, цілеспрямованому застосуванні терору шляхом захоплення заручників, підпалів, убивств, тортур, залякування населення та органів влади або вчинення інших зазіхань на життя чи здоров'я ні в чому не повинних людей або погрози вчинення злочинних дій з метою досягнення злочинних, з погляду чинного уряду, цілей.
Визначення терміну «тероризм» — питання проблемне, оскільки в наш час існує понад 100 визначень цього явища. Однак жодне з них не підтримане міжнародною спільнотою як загальновизнане. Українські юристи В. Ємельянов та С. Гавриш зазначають у диспозиції проекту законодавчого акту України, що тероризм розглядається сучасною наукою в трьох аспектах: як злочинне діяння, як терористичні групи (організації) та як терористичні доктрини. В. Ліпкан пропонує розглядати тероризм ще і як від'ємне соціально-правове явище і не зводити його лише до вчинення вибухів і підпалів, а ті дії, про які йдеться охоплювати поняттям «терористичний акт». Також варто розрізняти тероризм від лат. terror — жах, страх від терору — політики залякування, придушення політичного супротивника насильницькими засобами.

## Терор, тероризм, державний тероризм
Необхідно розрізняти три споріднених, але різних за змістом поняття — терор, тероризм і державний тероризм. Терор — насильство влади з її державним апаратом проти народу з метою придушення не тільки опозиції, а й усього загалу, з метою викликати жах і змусити полишити думки про спротив. Іншими словами, терор — насилля з боку наділеного владними повноваженнями («сильніших»). Уперше системний політичний терор було розгорнуто якобинцями під час Французької революції. Прямими їхніми ідеологічними нащадками були більшовики, які розгорнули «червоний терор» з метою придушення політичної опозиції і поширення більшовицької влади за межі захоплених ними Петербургу і Москви. Жертви владного терору обчислюються сотнями тисяч, або навіть мільйонами людей.
Відомий дослідник Великої французької революції французький історик Огюстен Кошен дійшов висновку про демократію як про владу «малого народу» і про терор як про неминучий атрибут демократії. Через засадничу дихотомію в умовах представницької демократії між реальністю політичних відносин і фантасмагорією представництва у владі, котра підтримується продуманими компаніями спланованого формування громадської думки правлячою меншиною. Спочатку у Франції це робилося почерез масонські ложі, а відтак почерез партії. А збої у цій системі, задля збереження влади правлячою меншиною, виправляються винятково вже крайнім засобом — терором. Про що свідчила зокрема і політична історія Франції ХІХ ст.. Подібних висновків про терор дійшов й український академік Ігор Шафаревич досліджуючи висліди революції 1917 року в Росії.
Натомість тероризм — насилля з боку «слабшого» (без повноважень влади). Насилля, що чинять опозиційні прошарки суспільства, інколи радикально налаштовані, як правило відносно нечисленні, і які зазвичай не мають та й не можуть мати підтримки більшості суспільства. Тероризм має політичну, соціальну, національну чи віросповідну ознаки. Тероризм як явище переслідує принаймні три основні й знакові мети. Перше — здійснити тиск на органи влади, залякати осіб, наділених владними повноваженнями. Друге — посіяти страх і невпевненість поміж громадян, лояльних до наявної влади. Третьою метою є бажання викликати співчуття серед своїх потенційних прихильників, тобто в тому прошарку суспільства, який, як вони вважають, піддається гнобленню або дискримінації, але поступається в радикальності терористам. Таким чином, тероризм найчастіше неможливий без того, щоб терористи не оголосили про свою відповідальність за здійснений акт насилля. Хоча трапляються й винятки, наприклад, тоді, коли терористи хочуть втягнути у збройну війну з державними властями й інші організовані меншини. Тобто тероризм як провокація.
До тероризму можуть також вдаватися й певні клани, присутні всередині правлячої меншини аби захопити усю повноту влади (але тільки таємно), які не мають і не можуть мати підтримки більшості суспільства, вже через свою інакшість, національну й віросповідну (інколи й соціальну).
Державний тероризм — це насилля з боку держави, яке не має законодавчого або судового забезпечення та може практикуватись державними силовими структурами як всередині держави (проти її внутрішніх ворогів) та за її кордонами — аж до проведення спеціальних операцій проти інших держав. На відміну від терору (при застосуванні всередині держави) або війни (при застосуванні проти інших держав) участь державних силових структур в акціях державного тероризму старанно приховується.

## Соціальні аспекти тероризму

### Тероризм як соціальне явище
Тероризм як соціальне явище зумовлений соціальними, політичними й економічними чинниками. Найповніше визначив ознаки терористичної діяльності Брюс Хоффман у книзі «Тероризм зсередини». Ознаки такої діяльності:
- Виключно політично вмотивоване;
- Насильницька, або така, що погрожує використанням насильства;
- Призначена для того, щоб мати довготривалий психологічний вплив, не лише для знищення конкретної жертви чи об'єкта;
- Така, що провадиться організацією з ланцюжком управління, що розпізнається, або конспіративною стільниковою структурою, чиї представники не носять уніформу та знаки розрізнення;
- Така, що чиниться позадержавним угрупуванням.

Діпак К. Гупта в книзі «Тероризм та політичне насильство: як їх розуміти» аналізує кілька обставини, які в основному вважають сприятливими для появи терористичних рухів всередині держави:
1) Бідність. Здавалося б, важко посперечатись, що зв'язок бідності та тероризму в державі цілком очевидний. Проте, якщо розглянути учасників терористичних організацій, виявляється, що лише невеликий відсоток терористів належать до найбідніших верств населення, як правило, це представники вищих та середніх класів. Надто що дослідження соціологів у мусульманському світі довели, що індивідуальна бідність громадянина дуже слабо корелює з підтримкою терористичних угрупувань. Якщо розглядати бідність не як індивідуальну, а як групову проблему суспільства, то найвища кількість смертей від терористичних акцій трапляється у країнах, де за межею бідності перебувають 20-40 % населення, найменша — 80 %. Тобто, попри усталене уявлення, що людова бідність прямо пропорційна ймовірності виникнення терористичної організації, це не так. Бідність не є визначальною.
2) Брак демократичних свобод. Після атак 11\09 адміністрація Джорджа Буша швидко знайшла пояснення діям терористів — мовляв «вони ненавидять нас за нашу свободу». Проте, якщо розглядати тероризм не лише як релігійний екстремізм, легко побачити, що у демократичних Великій Британії та Іспанії «доморослі» терористи IRA та ЕТА нічим не кращі за «закордонних» екстремістів Аль-Каїди. Різниця полягає лише в тому, що одні воюють за свободу, а інші — за надумані групою людей, речі. Якщо подивитись на відверто тоталітарні чи авторитарні режими — там кількість терористичних організацій доволі незначна (такі країни, як Куба, Китай, СРСР). Водночас від тероризму потерпають країни з «сумнівним демократичним режимом» — тобто такі, де держава забезпечує громадянина лише частиною із «набору» демократичних цінностей — наприклад, Росія, Пакистан, Ірак. Отже, не абсолютний брак демократичних свобод є визначальним при формуванні терористичних організацій у суспільстві.
3) Неспроможність влади. Під неспроможністю влади тут розуміється не лише «загрузлість» держави в «анархії», неможливість урядів побудувати чітку політику, а й наявність великих територій, неконтрольованих центральним урядом — слабка вертикаль влади на місцях. Тут зв'язок із виникненням терористичних організацій простежується найбільш чітко. Оскільки уряд не здатний встановити чіткий контроль та оперативне реагування на місцях, терористичні організації, (осередки яких віддаляються від центру у випадку віддалених неконтрольованих територій) мають більше можливостей діяти безкарно, відповідно у балансі витрата-прибуток витрата стрімко падає.
4) Прагнення влади. Найчастіше це прагнення усієї повноти влади. За приклад може правити латентний тероризм (найперше — вбивства державних діячів) перед чи не усіма соціальними революціями представниками так званого середнього класу.

### Тероризм як злочин
У кримінально-правовій практиці тероризм класифікують як застосування чи погрозу застосування насильства чи інших загально небезпечних дій, що створюють небезпеку життю чи здоров'ю невизначеного кола осіб, заподіяння майнової шкоди або настання інших тяжких наслідків, якщо такі дії спрямовані на підрив атмосфери спокою, дестабілізацію, залякування чи пригноблення суспільства з метою ухвалення державою, міжнародною організацією, фізичною чи юридичною особою або групою осіб будь-якого рішення чи утримання від нього.
Загальноприйнято, що дії, вчинені під час війни, зокрема учасниками партизанського руху, не кваліфікуються як терористичні.
Науковці України, зокрема В. Ємельянов, визначають тероризм як загально небезпечні дії або погрозу ними, що вчинюються публічно й зазіхають на суспільну безпеку та спрямовані на створення в соціальній ділянці обстановки страху, неспокою, пригніченості з метою прямого або непрямого впливу на ухвалення будь-якого рішення чи відмови від нього в інтересах винних. Із цієї кількості визначень виокремлюють низку діянь, що становлять тероризм як злочин:
- насильницькі акти проти певних категорій громадян;
- вибухи і вся сукупність суспільно небезпечних у міжнародному масштабі діянь;
- злочинна діяльність, що виявляється в залякуванні населення та органів влади;
- організація, фінансування, підтримка, створення терористичних груп тощо.

У державних законах про поборювання тероризму часто вказуються й певні види вбивств, які можуть уважатися за ознаку тероризму, зокрема вбивства отрутами, засобами ураження електромагнітної дії, засобами масового ураження (бактеріологічною, хімічною чи ядерною зброєю), а також акти бомбізму, супроти безневинних людей.

## Терористичні акти
Терористичні акти — вбивства, поранення, викрадення, погрози та деякі інші акти насильства, які готуються організаціями й здійснюються окремими особами стосовно державників або громадських діячів, супроводжують поступ модерного суспільства. Історія знає чимало таких злочинів: убивство Авраама Лінкольна та Джона Кеннеді — 16-го та 35-го президентів США, а також прем'єр-міністра Індії Раджива Ганді, прем'єр-міністра Ізраїля Іцхака Рабіна та інших.
Усі зазначені акти тероризму, незалежно від мотивів їхнього здійснення, були внутрішньодержавними злочинами і були підсудні відповідно до законодавства тієї країни, в межах якої вони відбулися. На сьогодні значно зріс та поширив свої межі тероризм міжнародного характеру, тобто такий, що зачіпає інтереси двох або більше держав, порушує міжнародний правопорядок.

## Міжнародний тероризм
Міжнародний тероризм — специфічна форма тероризму, що зародилася в кінці 1960-х років та отримала досить вагомий розвиток до кінця XX — початку XXI століття. Основними цілями міжнародного тероризму нині є дезорганізація державного управління, завдання економічної та політичної шкоди, порушення підвалин суспільного апарату, які мають, на думку терористів, мотивувати владу до зміни політики. Загальноприйняте визначення міжнародного тероризму поки що не визначено. У більшості випадків термін використовується як засіб у політичній боротьбі, оскільки кожна країна, по суті сама визначає, відноситься та або інша група до категорії «терористів» або «бійців за свободу», а самі акти терору виконуються локально.
Характерні особливості
Основними ознаками міжнародного тероризму є глобалізація, професіоналізація та опора на екстремістську ідеологію. Також відзначається використання терористів-самогубців, загроза використання не конвенційної (ядерної, хімічної та бактеріологічної) зброї та раціонального підходу. Один із сучасних дослідників тероризму Браян Дженкінс вважає міжнародний тероризм новим типом конфлікту.
Резолюція № 1373 Ради Безпеки ООН від 28 вересня 2001 року відзначає «доволі тісний зв'язок між міжнародним тероризмом і транснаціональною організованою злочинністю, незаконними наркотиками, відмиванням грошей, незаконним продажем зброї та незаконними перевезеннями ядерних, хімічних, біологічних та інших потенційно небезпечних матеріалів». Спеціалісти відзначають також зріст технічної оснащеності терористів та їхню негласну підтримку з боку певних держав.
Для досягнення своїх цілей терористичні організації широко використовують Інтернет, радіо й телебачення.
Міжнародний тероризм є особливо небезпечним через те, що загрожує міжнародному правопорядкові та міждержавним відносинам.
Терористичний акт можна кваліфікувати як злочин міжнародного характеру у випадках, коли:
- терорист і особи, що потерпають від терористичного акту, є громадянами однієї держави або ж різних держав, але злочин здійснений за межами цих держав;
- терористичний акт спрямований проти осіб, що користуються міжнародним захистом;
- підготовка до терористичного акту проводиться на території однієї держави, а здійснюється на території іншої;
- здійснивши терористичний акт в одній державі, терорист переховується в іншій, і постає питання про його видачу.

Енциклопедичні словники, зокрема, і юридичні, визначають поняття тероризму в міжнародному аспекті:
Тероризм міжнародний  — це злочин насильницького характеру, що має міжнародний резонанс і який направлений на залякування чи завдання шкоди окремим особам чи людям загалом, задля досягнення своїх цілей, як правило, політичних.
Тероризм міжнародний — насильницькі акти, вчинені проти окремих громадян чи об'єктів, у тому числі тих, що перебувають під захистом міжнародного права, вбивства голів іноземних держав та урядів (їхніх дипломатичних представників), підривання приміщень посольств і дипломатичних місій, представництв організацій, штаб-квартир міжнародних організацій, вибухи у громадських місцях, на вулицях, аеропортах, вокзалах тощо.
Тероризм міжнародний — сукупність суспільно небезпечних у міжнародному обширі діянь, що тягнуть за собою невиправдану загибель людей, порушують нормальну дипломатичну діяльність держав, їхніх представників і ускладнюють здійснення міжнародних контактів і зустрічей, а також транспортних зв'язків між державами.
Тероризм міжнародний (англ. International terrorism) — здійснювані у світовому чи регіональному обширі терористичними організаціями, угрупуваннями, у тому числі за підтримки державних органів окремих держав, з метою досягнення певних цілей суспільно небезпечні насильницькі діяння, пов'язані з викраденням, захопленням, убивством ні в чому невинних людей чи загрозою їхньому життю та здоров'ю, зруйнуванням чи загрозою зруйнування важливих народногосподарських об'єктів, систем життєзабезпечення, комунікацій, застосуванням чи загрозою застосування ядерної (ядерний тероризм), хімічної, біологічної та іншої зброї масового ураження.

## Форми і прояви тероризму
Політичний, економічний та кримінальний тероризм знаходить спільні ділянки дії, базуючись на взаємовигідних інтересах. Сьогочасний тероризм має такі різновиди:
- національно-визвольний тероризм, який деколи називають тероризмом національних меншин. Головна вимога — відділення від держави, що їх поневолює, або повноцінної національної автономії для усунення дискримінації і гноблення. Приклади з післявоєнного часу: північні ірландці, каталонці, баски, бретонці, корсиканці, німці Південного Тіролю, франко-канадці, курди та інші. Наявність такого тероризму (частково злагідненого після задоволення автономічних вимог — для каталонців, німців Південного Тіролю, франко-канадців, деякою мірою для корсиканців) — яскраве свідчення того, що проблеми поневолених націй та національних меншин, а також регіоналізації під час модернізації державного ладу в другій половині XX століття залагоджені не були, а в ряді випадків навпаки загострилися та проявилися з ще більшою агресивністю, особливо тоді, коли до національного фактора приєднався релігійний (конфлікти: католики — протестанти, мусульмани — християни, суніти — шиїти, юдаїсти);

- тероризм, пов'язаний з національно-релігійно-визвольними рухами антиімперіалістично-антиколоніального характеру у Третьому світі (наприклад, Кенія до здобуття незалежності і кашмірська «Армія чистих», палестинські терористичні групи). У зв'язку з невирішенням основних конфліктних проблем (Палестина) та глобалізацією імперіалізму, такі рухи також стають глобальними за місцем дій, але в жодному випадку не перетворюються в «міжнародних терористів». До цієї форми тероризму відноситься Осама бен Ладен та його терористична організація Аль-Каїда («Провід»);

- тероризм соціал-революційного характеру. З 19 століття терористичними актами послуговувалися крайні революційні та анархістські організації, насамперед проти влади. У Російській імперії індивідуальний тероризм застосовувала конспіративна організація «Народна Воля». Між терористами-змовниками були й українці: С. Степняк-Кравчинський, А. Желябов, С. Перовська та інші. Більш селективно і планово застосовували тероризм до кінця 1917 року більшовики. У 20 були широко відомими Фракція Червоної армії в Західній Німеччині, Червоні бригади в Італії, японська Червона Армія, окремі угрупування в США. Ці групи «нових лівих» у середині 60-х років 20 століття кинули серйозний виклик не лише режимам, але й цілому суспільному ладові капіталістичних держав.

- правий тероризм, що домагається ліквідації парламентської демократії і запровадження авторитарного режиму, тобто диктатури. Праві групи одночасно протидіють «новим лівим» (наприклад, так було в Італії), розглядаючи їхні акції як загрозу для суспільства, що повинно обрати правий шлях;

- диверсійний тероризм, організатором акцій якого виступають секретні служби держав-противників. Диверсійні терористичні групи опираються часто на «п'яту колону» в державі противника, та здійснюють провокаційні дії.

- технологічний тероризм — злочини, що вчиняються з терористичною метою із застосуванням зброї масового ураження або її компонентів, інших шкідливих для здоров'я людей речовин, засобів електромагнітної дії, комп'ютерних систем та комунікаційних мереж, включаючи захоплення, виведення з ладу і руйнування потенційно небезпечних об'єктів, які прямо чи опосередковано загрожують виникненням загрози надзвичайної ситуації[2];

- дехто вважає, що можна виділити також кримінальний тероризм злочинних мафійних угруповань, проте він переважно не має чітко визначеної політичної мети, адже її затьмарює бажання наживи (економічний мотив).

## Історія тероризму
Розвиток тероризму — наслідок активного розшарування населення, його ідеологічного розмежування і оформлення політичних рухів. Тероризм як світове явище постав наприкінці 19 століття. Зокрема в Російській імперії 1881 року після численних спроб замахів народовольці вбили імператора Олександра ІІ. 1894 року італійський анархіст вбив французького президента Марі Франсуа Саді Карно. 1898 року анархісти смертельно поранили імператрицю Єлизавету Австрійську та вбили іспанського прем'єр-міністра Антоніо Кановаса. 1900 року жертвою терориста став король Італії Умберто I, а 1901 вбитий президент США Вільям Мак-Кінлі. У Росії в період 1902—1907 років есерівськими та іншими терористами було здійснено близько 5,5 тисяч терористичних актів (вбивства міністрів, депутатів Державної Думи, жандармів, працівників поліції та прокуратури). Поступово тероризм став головною проблемою міжнародної політики. Коли 1900 року зустрічалися керівники найбільш індустріально розвинених держав, то більшість з них ставили першим на порядку денному питання тероризму.

### Тероризм в Україні часів УВО-ОУН-УПА
Українські підпільні організації УВО й ОУН під Польщею в період 1920 — 1939 років практикували індивідуальний тероризм проти представників влади (замах на Юзефа Пілсудського, вбивство С. Собінського, Тадеуша Голувка, Броніслава Перацького, радянського віце-консула Олексія Майлова та інших), але також проти українців (вбивство поета Сидора Твердохліба, педагога Івана Бабія). Інші терористичні дії підпілля: напади з бомбами на польські державні установи, експропріації, підпали поміщицького майна. Ці акції планувались як реакція на польську антиукраїнську політику, а також з метою створення атмосфери внутрішньої мобілізації українського суспільства, проте залишились спорадичними.
Статистику терактів уперше оприлюднив американський історик Олександр Мотиль у статті «Політичне насильство українських націоналістів у міжвоєнній Польщі» (оприлюднено в антикомуністичному виданні «East European Quarterly», Vol 19, N 1. — March 1985. — Р.50). Його дані свідчать про 63 замахи за 1921—1939 роки. Серед об'єктів тероризму були 36 українців (з них один комуніст), 25 поляків, 1 росіянин, 1 єврей.
25 вересня 1921 року у Львові під час урочистостей до відкриття «Східних Торгів» 22-х річний Степан Федак-Смок стріляв у маршала Юзефа Пілсудського, але схибив і двічі влучив у представника влади воєводу Казімєжа Грабовського. Степана Федака позбавлено волі на 6 років, інших підсудних за браком доказів було звільнено з-під варти. Після численних апеляцій захисту 12 серпня 1924 року рескриптом Міністра Справедливості Польщі Федака було звільнено з ув'язнення.
Одним з найголосніших стало вбивство 29 серпня 1931 року у Трускавці посла до Польського сейму Тадуеша Голувка, який мав великий вплив на політику маршала Юзефа Пілсудського, хоча займав порівняно незначні посади директора інституту Дослідження справ національностей, а потім — начальника східного відділу міністерства закордонних справ.
22 березня 1932 року бойовик Юрій Березинський розстріляв комісара львівської політичної поліції Е. Чеховського, який відзначався надзвичайною жорстокістю під час допитів політв'язнів. Поліції не вдалося натрапити на слід виконавців обох терактів. У листопаді 1932 року відбувся напад на пошту бойовиків ОУН в Городку з метою експропріації грошей, який закінчився невдачею. Ю. Березинський поранений і застрелився, а Василя Біласа і Дмитра Данилишина заарештували і після гучного судового процесу стратили на шибениці.
В січні 1933 року крайову екзекутиву ОУН на західно-українських землях очолив Степан Бандера. Відомий оунівський історик П. Мірчук пов'язав з цим призначенням зміну форм боротьби: замість нападів на пошту з метою здобуття грошей бойовики УВО і ОУН зробили наголос на індивідуальному терорі. У жовтні 1933 року у Львові вбито завідувача канцелярії генерального консульства СРСР Олексія Майлова. Кажучи про те, що Майлов був лишень секретарем у консульстві, люди часто оминають факт, що він також був співробітником ІНВ ОДПУ і, що важливо, повноважним представником Йосипа Сталіна для контролю над дипломатичними установами СРСР на території Другої Речі Посполитої, себто людиною не простою. Майлов увійшов до приміщення разом із охоронцем. Думаючи, що це консул, бойовик вбив його двома пострілами, поранив охоронця, кинув зброю і почав чекати приходу поліції. Задум акції полягав у тому, щоб на судовому процесі висловити протест української громади з приводу замовчуваного радянським урядом голодомору в УСРР. Суд тривав лише один день і оголосив бойовикові Миколі Лемику смертний вирок, який пізніше замінили на довічне ув'язнення у зв'язку з неповноліттям.
У травні 1934 року терористичний акт було здійснено в редакції львівської прокомуністичної газети «Праця». У зізнаннях перед польським судом на Львівському процесі в червні 1936 року С. Бандера заявив, що це був демонстративний і застерігальний крок, скерований проти політичних сил, що перебували на службі Москви.
15 червня 1934 року відбувся замах на міністра внутрішніх справ генерала Броніслава Перацького, який був одним із провідників політики пацифікації. Його вбив член крайової екзекутиви ОУН Григорій Мацейко. Після вбивства Перацького польський уряд створив концтабір у Березі Картузькій і денонсував закон про захист національних меншин і виступив в Лізі Націй з вимогою застосувати міжнародні санкції проти тероризму. У цій ситуації Євген Коновалець заборонив терористичні акти на території Польщі.
25 липня 1934 року після кількох попереджень вбито директора Української академічної гімназії у Львові, колишнього старшини УГА Івана Бабія, який був противником політичного терору і забороняв своїм учням вступати в ОУН. Після замаху на І. Бабія митрополит Андрей Шептицький в окремому пастирському посланні засудив діяльність ОУН, вказавши на те, що вона не підриває влади Польської держави, а тільки накликає репресії на українців. Ідейні засади і тактику українських націоналістів критикували лідери українських центристських партій Степан Баран, Василь Мудрий, Мілена Рудницька, Володимир Старосольський.
Під час Другої світової війни акти тероризму почастішали. Тероризм став засобом боротьби різних супротивних груп, часто неконтрольованих елементів, коли терористичні дії набирали характеру помсти чи сліпого вияву насильства. За тих складних умов дійшло до кривавої польсько-української боротьби з невинними жертвами по обох сторонах у 1943 — 1945 рр., зокрема на Волині, Холмщині і Посянні (з польського боку брали участь різні боївки Армії Крайової та «Вольносць і Нєподлеґлосць», а також цивільне населення), та до самопоборювання українських націоналістичних груп. Дії УПА у 1945 — 1946 проти польської влади, як і проти її представників серед населення, мали скоріше характер самооборонної і визвольної повстанської дії, ніж політичного тероризму.

## Заходи проти тероризму
1934 року після вбивства в Марселі короля Югославії Олександра Карагеоргійовича і французького міністра закордонних справ Луї-Жана Барту, а особливо міністра внутрішніх справ Польщі Броніслава Перацького Польща виступила до Ліги Націй з вимогою застосувати міжнародні санкції проти тероризму. Йшлося насамперед про ненадання політичного притулку емігрантам.

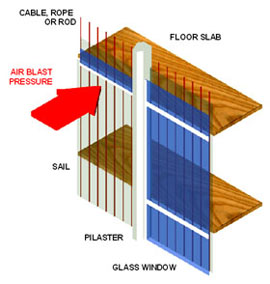
Антитерористичний вибухозахист стіни будинку.

Однією з перших укладена 29 квітня 1958 року багатостороння Женевська конвенція про відкрите море, яка містила низку статей про боротьбу з тероризмом у відкритому морі — піратством. Гаазька конвенція від 16 грудня 1970 року про боротьбу з незаконним захопленням повітряних суден і Монреальська конвенція від 23 вересня 1971 року про боротьбу з незаконними діями, спрямованими проти цивільної авіації, регламентують співробітництво держав у боротьбі проти терористичних актів, що загрожують одному з найвразливіших засобів пересування.
14 грудня 1973 року була прийнята Конвенція про запобігання і покарання злочинів проти осіб, що користуються міжнародним захистом, у тому числі дипломатичних агентів. 26 січня 1977 року в Страсбурзі після детального обговорення питання в органах Ради Європи, була підписана конвенція про боротьбу з тероризмом.
При Організації Об'єднаних Націй з 1973 року діє спеціальний комітет з тероризму, який працює, в основному, у трьох напрямках:
- вироблення та узгодження правових норм; підготовка міжнародних договорів і конвенцій;
- виявлення та вивчення причин, що породжують тероризм;
- розробка заходів боротьби з тероризмом.